# Calle de la Cabeza

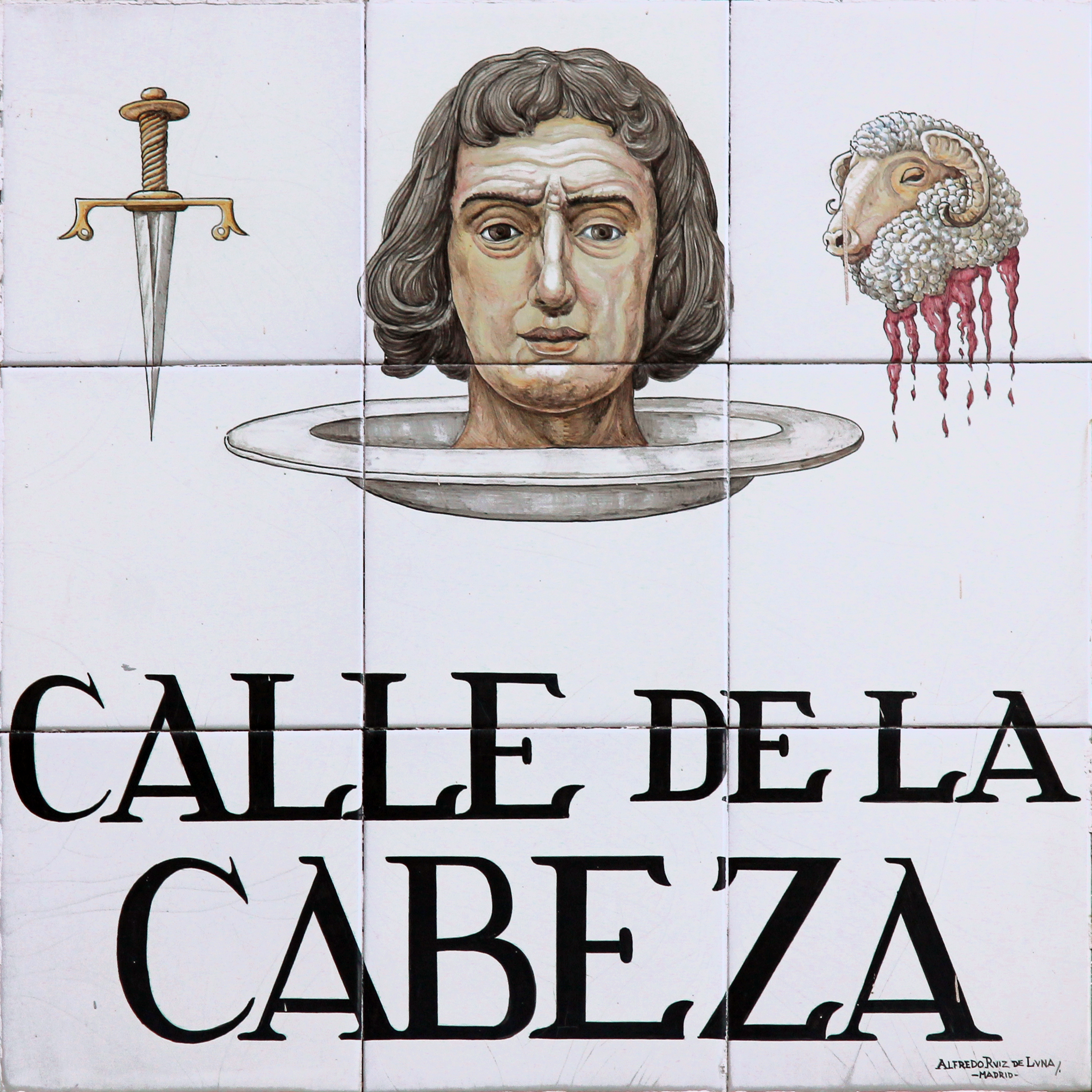
Placa de azulejería en la calle de la Cabeza de Madrid, por Ruiz de Luna.

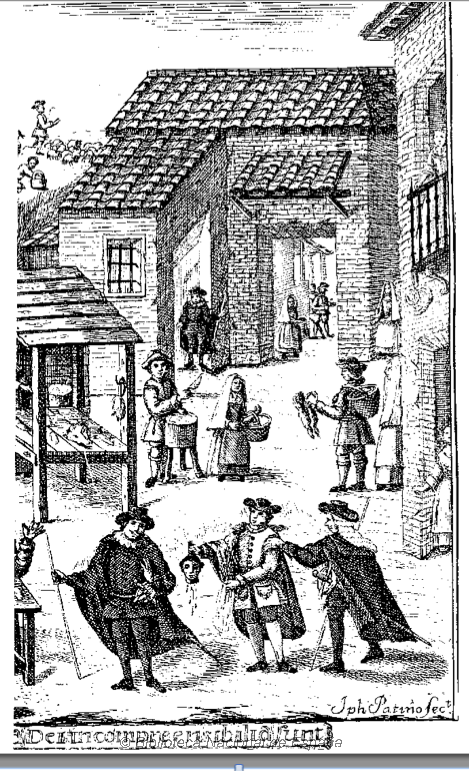
José Patiño, ilustración de Altos juicios de Dios manifestados en el prodigioso caso que sucedió en esta Corte con un Homicida, que degolló á un Eclesiástico, á quien servía, en la calle de la Cruz, y casa que llaman de la Cabeza, al qual se le transformó, por Disposición Divina, en la del Sacerdote, una de carnero, que compró en el Rastro, obra de Domingo María Ripoll, Madrid, 1767, con la narración del suceso que da nombre a la calle.

La calle de la Cabeza es una vía del barrio de Embajadores en el distrito Centro de Madrid (España). Emplazada en pleno barrio de Lavapiés su nombre figura ya en planos y documentos del siglo XVI. Corre desde la calle de Jesús y María hasta la del “Ave-María”.
En ella estuvo la cárcel de la Corona o eclesiástica, en la que reinando Fernando VII el Deseado «fueron presos y maltratados algunos diputados liberales a los gritos de "¡Viva la Religión! ¡Muera la patria!"» (1814), violenta saña en la que siete años después incurriría el otro histórico bando de las Españas, linchando al cura de Tamajón, Matías Vinuesa, envuelto en  una conspiración para restaurar el absolutismo.

## Historia
Esta «callecita tan religiosa y casi beata», esconde en su pasado una de las más siniestras y macabras leyendas del callejero madrileño; uno de tantos folletines representados para disfrute de los vecinos en un lienzo instalado en el portal de un edificio de la calle de la Cruz, frente a la calle del Pozo.

### Siniestro folletín
Cuenta la leyenda que, reinando Felipe III, en esta calle tenía su casa un rico sacerdote, cuyo criado huyó a Portugal tras cortarle a su amo la cabeza y robarle el oro. El crimen no fue descubierto hasta tiempo después, cuando el sacristán de la vecina parroquia de San Sebastián fue a llevarle al clérigo recado de unas capellanías y se encontró la puerta medio abierta. Recelando alguna desgracia se enteró por los vecinos de la desaparición de cura y criado. Se dio parte a la justicia, llegaron los ministriles y entrando en el edificio hallaron  al dueño de la casa en 'dos piezas' y ni rastro de su sirviente. El crimen quedó impune y acabó por olvidarse el suceso. Tiempo después, haciendo bueno el dicho «el asesino siempre vuelve al lugar del crimen», regresó a Madrid el criado ya disfrazado de caballero; dando un paseo por el Rastro tuvo el capricho de comprar una cabeza de carnero que no teniendo sirviente que se la llevase, guardó bajo la capa. Alertado por el reguero de sangre que iba dejando a su paso, un alguacil le preguntó qué llevaba, a lo que él respondió «¿Qué he de llevar? Pues la cabeza del carnero que acabo de comprar», pero cual fue su sorpresa al descubrir que lo que llevaba bajo la capa era la cabeza de su antiguo amo. La impresión fue tal que allí mismo confesó su crimen. Juzgado y sentenciado murió en la horca instalada en la plaza Mayor de la Villa. La leyenda detalla que en el camino hasta la horca llevaban delante del reo la cabeza de su amo «sobre una batea de plata», cabeza que una vez cumplida la sentencia volvió a ser de carnero.
Otro capítulo de la leyenda relata que por orden de Felipe III se colocó en la fachada de la casa del decapitado la cabeza del clérigo esculpida en piedra, pero fue tanto el terror que su visión producía a los vecinos que, bajo promesa de levantar una capilla en honor de la Virgen del Carmen, solicitaron fuese quitada de allí la pétrea imagen. Añade la leyenda que esa capilla sería el origen de la Venerable Orden Tercera de la Penitencia de Nuestra Señora del Carmen, que luego se instalaría en el vecino convento de carmelitas calzados. Aunque conviene anotar que, como suele ocurrir en todas estas leyendas, no coinciden hechos narrados, fechas y acontecimientos históricos, bailando los siglos con extrema facilidad.

### La cárcel de la Corona

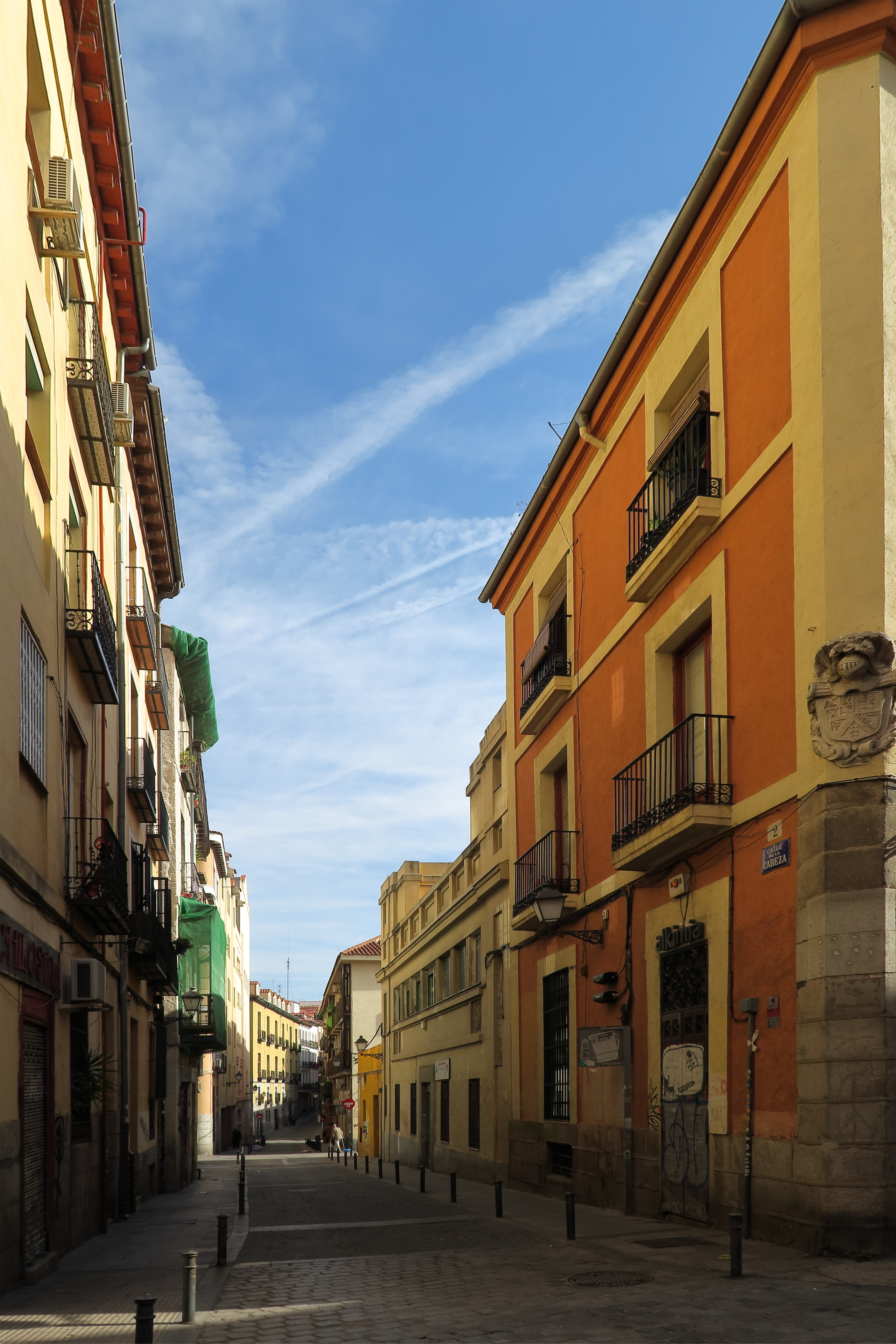
Calle de la Cabeza, desde calle Jesús y María (en 2016)

Anota el decano de los cronistas madrileños, Ramón Mesonero Romanos, que en el número 16 de esta calle estuvo desde finales del siglo XVIII otro edificio de no menos siniestro contenido, la cárcel eclesiástica o de la Corona, última morada de desgraciados reos y demás «abominables sucesos».
En ella estuvo preso Matías Vinuesa, antiguo cura de Tamajón, acusado de haber participado en una conjura contrarrevolucionaria, que murió linchado el 4 de mayo de 1821, cuando irrumpió en la cárcel una turba de liberales exaltados convocados por las sociedades patrióticas al difundirse la noticia de que el reo había sido condenado a una pena de diez años de cárcel y no a la pena capital que reclamaban para él.

### De guarida de ladrones a calle de cine
Otro singular cronista, Pedro de Répide, cuenta que no lejos de los callejones que rodeaban el palacio del marqués de Perales, estuvo la "vicaría del café de Numancia o de la Magdalena, escondrijo de galantería y tapujo", punto de reunión de truhanes, pícaros y otros 'nobles señores' del barrio.
En ese edificio, usado en tiempo de Benito Pérez Galdós como cuadra y cochera, se rodaron a finales del siglo XX algunas escenas de la popular serie de televisión Fortunata y Jacinta, conocida novela del mencionado escritor canario.